# Beta Muscae
Beta Muscae is een tweevoudige dubbelster in het sterrenbeeld Vlieg. De ster is dankzij zijn magnitude van 3,1 de op een na felste ster in het sterrenbeeld, maar is niet te zien vanuit de Benelux.